# 対多
対多（ついた）は、asaが開発している2024年12月に開始されたソーシャル・ネットワーキング・サービス、インターネット掲示板。スマートフォンアプリ専用で、iOS版とAndroid用アプリがリリースされている。最大の特徴は原則として偽中国語で投稿することであり、漢字と一部の記号以外は入力不可とされている。

## 開発の経緯
当初はQiitaで開催された企画「クソアプリ Advent Calender 2024」に合わせて開発されたもので、開発者は完全にジョークアプリであることを前提に制作していた。
しかし「対多」がニュースサイトに取り上げられた後は、想定を大幅に上回る利用者が参加。運営開始初期には混雑回避やサーバー運営用の広告を実装するため一時的に書き込み不可能にされたほどだったが、のちに復旧されている。

## 名称の由来
「対多」の名称はツイッターのもじりであるが、X（旧：Twitter）にも「対多」の公式アカウントが存在する。